# Vils (Naab)
Die Vils ist ein etwa 87 km langer rechter Zufluss der Naab in der Oberpfalz, der im Markt Kallmünz im Landkreis Regensburg nach ungefähr südlichem Lauf in die untere Naab mündet.

## Name
Der Fluss wurde erstmals im Jahr 777 („Nord Filusa“) urkundlich erwähnt. Der Flussname „Vils“ tritt im bayerischen und österreichischen Raum mehrfach auf. Woher der Name stammt, ist nicht geklärt. Der Begriff könnte sich von dem germanischen Wort „felvo“ für „Weide“ (richtig: urgerm. *felwō, ahd. felawa, velwa, mhd. velwe, nhd. Felbe „Weide“) oder *felu- „viel“ (im Sinne von „wasserreicher Fluss“) ableiten.

## Geographie

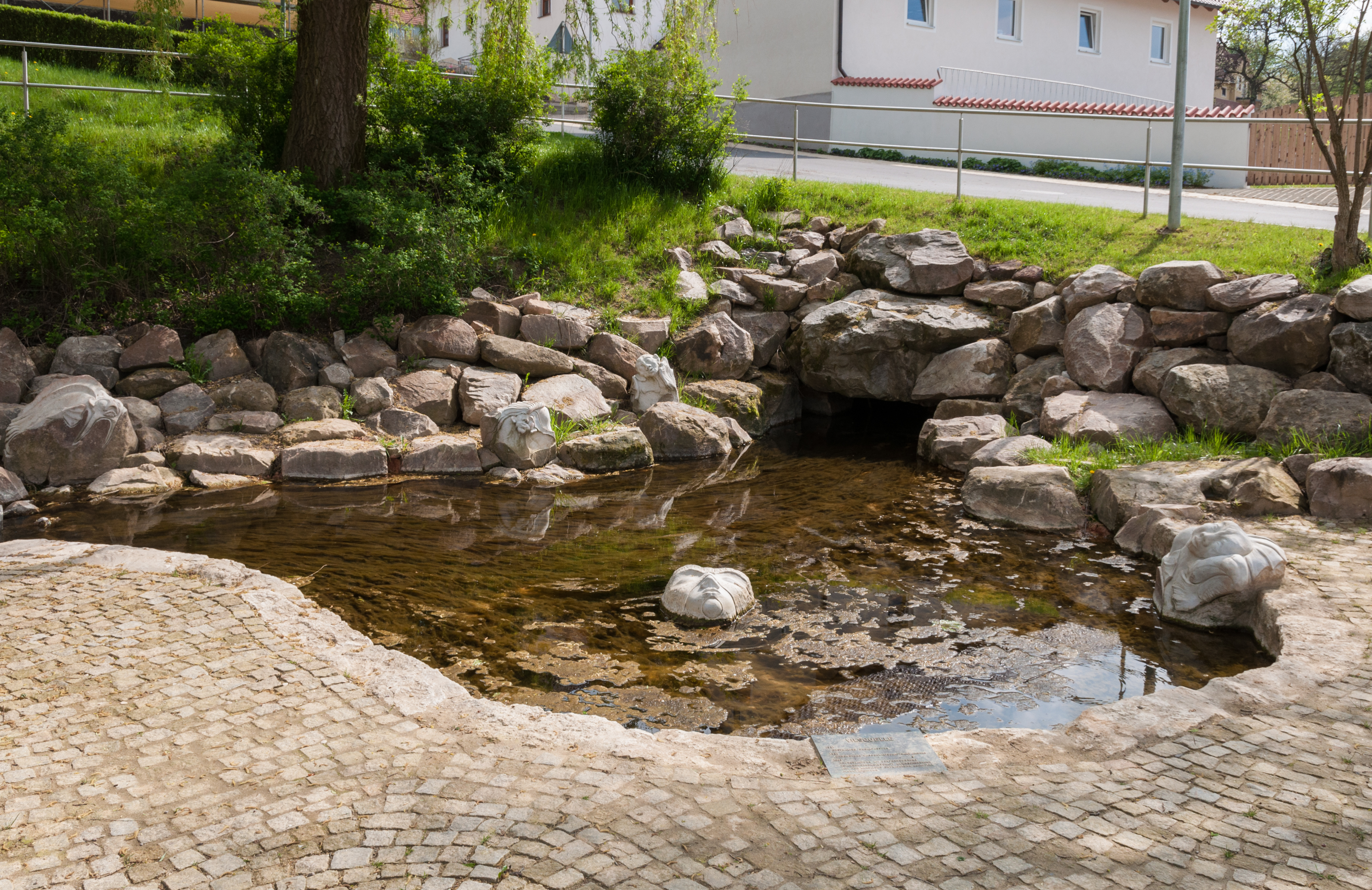
Vilsquelle in Kleinschönbrunn

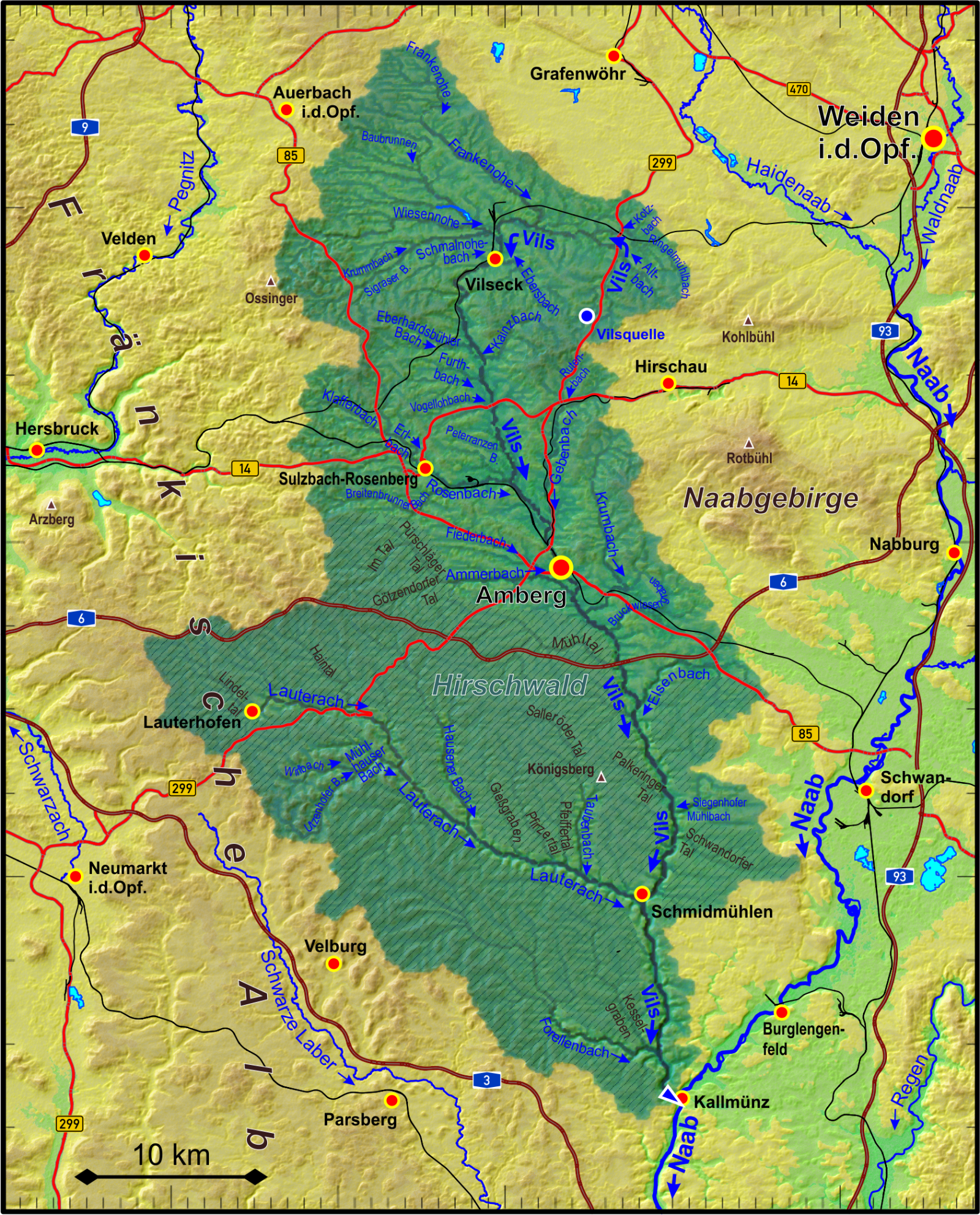
Einzugsgebiet der Vils

### Quelle
Die Vils entspringt auf etwa 453 m ü. NHN in Kleinschönbrunn im Markt Freihung im Landkreis Amberg-Sulzbach auf einer wasserstauenden Schicht an der Basis der Kalkschichten des Oberen Juras. Bei der Quelle handelt es sich um eine sogenannte Schichtquelle. Die Quellschüttung liegt relativ konstant bei 11 Litern pro Sekunde.

### Verlauf
Auf ihren ersten etwa fünf Kilometern fließt sie zunächst nordnordöstlich auf Freihung zu. Am Südwestrand des Ortes biegt sie abrupt nach Westen um und durchquert die waldreiche Landschaft mit der Forstlohe im Süden und dem Truppenübungsplatz Grafenwöhr im Norden, wobei sie in die Gemarkung Vilseck übertritt.
Dort wendet sie sich nach Südsüdost und durchfließt anschließend die Gemarkungen des Marktes Hahnbach und der Gemeinde Poppenricht. Dann durchquert sie auf ihrem Mittellauf die kreisfreie Stadt Amberg, den größten Ort an ihren Ufern. In weiterhin beständiger Richtung durchläuft sie die Gemarkungen und Hauptorte der Gemeinden Kümmersbruck und Ensdorf.

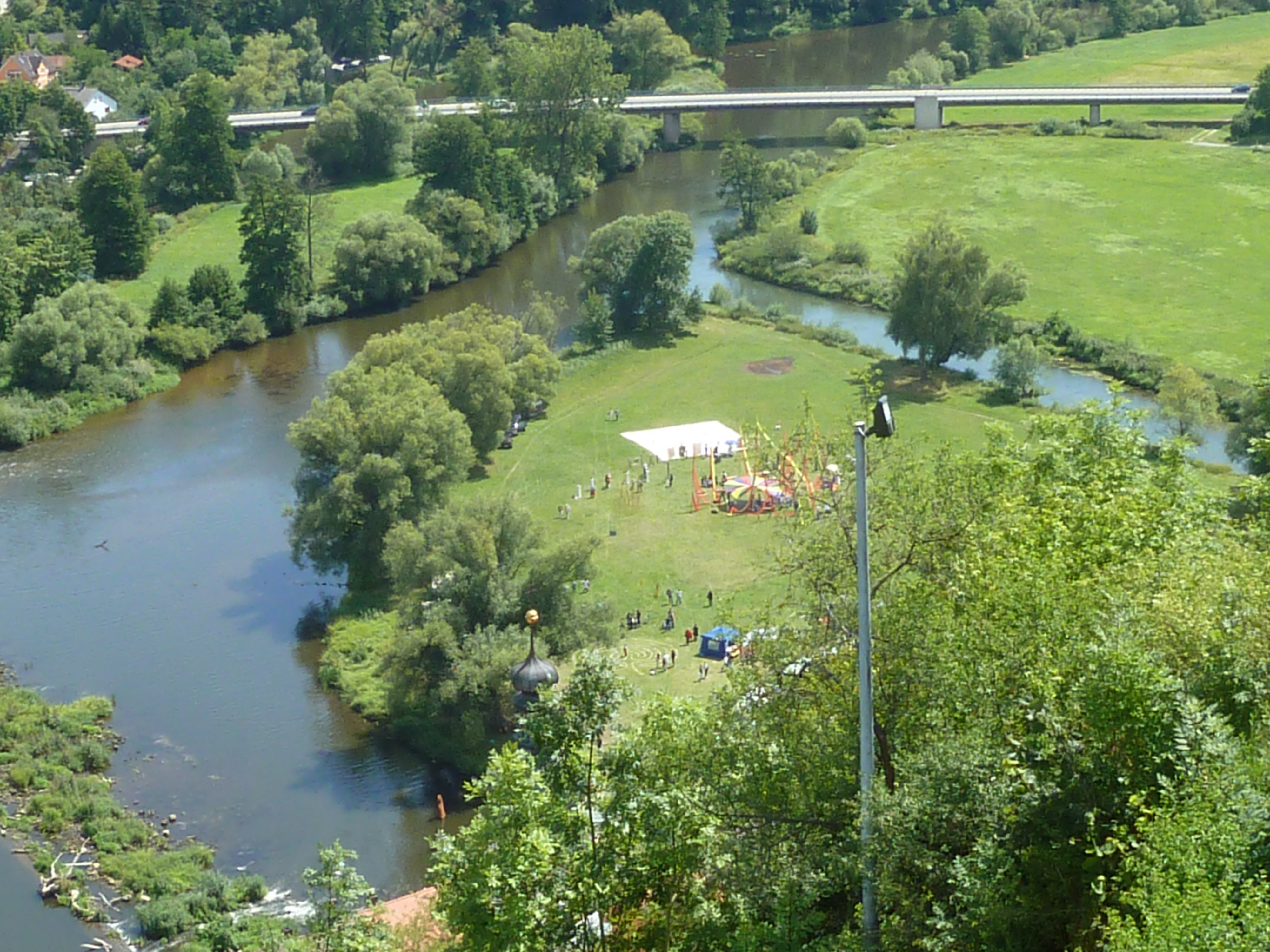
Mündung der Oberpfälzer Vils (rechts) in die Naab (links) bei Kallmünz.

Mit den Eintritt in das Gebiet von Markt Rieden fließt sie ungefähr südlich weiter und nimmt dann im folgenden Markt Schmidmühlen von rechts die fast 35 Kilometer lange Lauterach auf, ihren mit Abstand längsten Zufluss. Auf dem restlichen Unterlauf grenzt zunächst rechts der Truppenübungsplatz Hohenfels im Landkreis Neumarkt in der Oberpfalz an, dem kurz die Stadtgemarkung von Burglengenfeld im Landkreis Schwandorf gegenüberliegt. Danach fließt sie in die Gemarkung des Marktes Kallmünz im Landkreis Regensburg ein und mündet in dessen Hauptort auf etwa 338 m ü. NHN von rechts in die untere Naab.
Der heutige Verlauf der Vils entstand erst während der Eiszeiten aus drei anderen Flüssen. Im Bereich der Vilsecker Mulde verlief die Vils Richtung Osten und floss ursprünglich in die Haidenaab. Durch einen rückschreitenden Bach entstand der Durchbruch bei Gumpenhof. So wurde der Verlauf der Vils nach Süden ins Hahnbacher Becken umgeleitet. Ein zweiter Vorläufer der Vils kam aus der Gegend um Röckenricht. Dieser durchfloss das Hahnbacher Becken in südöstlicher Richtung, rechts am Mariahilfberg vorbei und weiter über die Freihölser Senke zur Naab. Der heutige Unterlauf der Vils war früher ein Nebenfluss der Lauterach. Das Köferinger- und das Mühlwalder Tal am Nordostrand des Hirschwald sind Überreste des heute trockengefallenen Oberlaufs dieses Lauterachzuflusses. Erst nachdem sich der Vilsvorläufer einen neuen Durchbruch aus dem Hahnbacher Backen westlich des Mariahilfberges geschaffen hatte und der nördliche Lauterachzufluss angezapft wurde, vereinigten sich beide Flusssysteme zur heutigen Vils.
Die 87,4 km lange Vils verliert auf ihrem Lauf etwa 115 Meter an Höhe, was einem mittleren Sohlgefälle von 1,3 ‰ entspricht.

### Einzugsgebiet
Das insgesamt 1239 km² große, orografische Einzugsgebiet der Vils umfasst den nördlichen Bereich des zum Bezirk Oberpfalz gehörenden Teils der Fränkischen Alb.
Dazu gehören auch verkarstete Hochflächen mit Trockentälern ohne oder mit nur periodischem oberirdischem Abfluss. 

### Zuflüsse
Liste einer Auswahl der direkten Zuflüsse, von der Quelle zur Mündung. Mit Gewässerlänge, Einzugsgebiet und Höhe. Andere Quellen für die Angaben sind vermerkt.
- Ringelmühlbach, von rechts und Ostsüdosten auf etwa 404 m ü. NHN unterhalb von Freihung-Hämmerleinsmühle, 8,0 km und 15,3 km²
- Frankenohe, von rechts und Nordwesten auf etwa 399 m ü. NHN oberhalb von Vilseck-Triebweg, 18,6 km und 44,9 km²
- Wiesenlohbach, von rechts und Westen  auf etwa 395 m ü. NHN gegenüber von Vilseck-Frauenbrunn, auf dem Gesamtstrang mit verschiedenen Namensabschnitten ab dem Oberen Brunnen bei Königstein 16,1 km und 67,3 km²
- Schmalnohebach, von rechts und Westsüdwesten auf etwa 395 m ü. NHN bei Vilseck-Frauenbrunn, mit dem linken Oberlauf Krummbach 11,3 km und 35,4 km²
- Eberhardsbühler Bach, von rechts und Westen auf etwa 387 m ü. NHN gegenüber Hahnbach-Irlbach, mit rechtem Oberlauf Schafbach 7,5 km und 13,6 km²
- Kainzbach, von links und Ostnordosten auf etwa 385 m ü. NHN bei Hahnbach-Süß, 6,6 km und 12,2 km²
- Furthbach, von rechts und Westnordwesten auf etwa 384 m ü. NHN nach Hahnbach-Süß, mit linkem Oberlauf Leherbach 6,1 km und 13,3 km²
- Rosenbach, von rechts und Westnordwesten auf etwa 376 m ü. NHN bei Poppenricht-Altmannshof, auf dem Strang Klafferbach → Erlbach → Rosenbach 15,0 km und 76,1 km²
- Gebenbach, von links und Nordnordosten auf etwa 374 m ü. NHN bei Amberg-Schweighof, 11,0 km und 30,3 km²
- Ammerbach, von rechts und Westen auf etwa 372 m ü. NHN in Amberg, 17,0 km und 75,0 km²
- Krumbach, von links und Nordnordosten auf etwa 369 m ü. NHN gegenüber von Kümmersbruck-Haselmühl, 15,2 km und 33,3 km²
- Elsenbach, von links und insgesamt Osten auf etwa 366 m ü. NHN vor Ensdorf-Wolfsbach, 9,3 km und 30,7 km²
- Lauterach, von rechts und Nordwesten auf etwa 353 m ü. NHN in Schmidmühlen, 35,0 km und 327,2 km²
- Forellenbach, von rechts und Nordwesten auf etwa 344 m ü. NHN in Kallmünz-Rohrbach, 13,3 km und 123,8 km²

### Talnatur
Die Vils hat den Landkreis Amberg-Sulzbach landschaftlich und wirtschaftlich geprägt. Im nördlichen Teil liegt das Flussbett in weiten Tallagen der Vilsecker und Hahnbacher Mulde, ab Amberg hat die Vils ein tiefes Kastental ins Juragestein gegraben.

## Geschichte
Die kleinen Orte und Gemeinden am Ufer der Vils blicken zum Teil auf eine über 1000-jährige Geschichte zurück. Viele (Hammerherren-)Schlösser, Klöster und Kirchen zeigen noch den kunst- und kulturhistorischen Reichtum der Region.
Im Mittelalter hatte die Vils als Transportweg für das in der Oberpfalz gefertigte Eisen-Halbzeug große Bedeutung. Um Schifffahrt betreiben zu können, staute man zahlreiche Wehre an. Mit so genannten Vils-Plätten transportierte man ab Amberg die Eisenerzeugnisse bis nach Regensburg. Ziel war der Donau-Hafen am Amberger Stadel oberhalb der Steinernen Brücke. Für die Rückfahrt lud man vor allem Salz. Im Jahr 1996 wurden zur Landesgartenschau in Amberg derartige Vils-Plätten nach alten Unterlagen nachgebaut, die für Ausflugsfahrten benutzt werden.

## Renaturierung
Heute ist die Vils ein gutes Beispiel für Renaturierungsmaßnahmen. Der Fluss wird über weite Strecken in sein altes Bett zurückverlegt und mäandriert durch ein Flusstal im Oberpfälzer Jura. Die Wehre dienen zur Energiegewinnung und werden mit sogenannten Fischsteigen versehen, die den Flusslauf für Fische durchgängig machen.

## Tourismus und Verkehr
Der Vils folgt ein ausgewiesener Kanuwanderweg.
Ein Abschnitt des Rundradwanderwegs Fünf-Flüsse-Radweg verläuft entlang der Vils. Die Route erreicht von Sulzbach-Rosenberg kommend in Amberg in der Nähe der Erzbergbrücke den Fluss und folgt ihm bis zur Mündung.
Der Vilstalwanderweg führt über eine Strecke von 90 km von der Quelle in Kleinschönbrunn bis Kallmünz.
Entlang der Vils wurden abschnittsweise verschiedene Eisenbahnstrecken errichtet: Zwischen Freihung und Schönlind verläuft die Bahnstrecke Neukirchen–Weiden und von Altmannshof bis Amberg die Bahnstrecke Nürnberg–Irrenlohe im Vilstal. Ab dort bis Schmidmühlen existierte die auch Vilstalbahn genannte Bahnstrecke Amberg–Schmidmühlen.